# Мінбурн № 27
Графство Мінбурн № 27 (англ. Minburn County No. 27) — муніципальний район в Канаді, у провінції Альберта.

## Населення
За даними перепису 2016 року, муніципальний район нараховував 3188 жителів, показавши скорочення на 5,8%, порівняно з 2011-м роком. Середня густина населення становила 1,1 осіб/км².
З офіційних мов обидвома одночасно володіли 60 жителів, тільки англійською — 3 105, а 20 — жодною з них. Усього 560 осіб вважали рідною мовою не одну з офіційних, з них 115 — українську.
Працездатне населення становило 76,9% усього населення, рівень безробіття — 6,2% (7,2% серед чоловіків та 4,8% серед жінок). 64,9% були найманими працівниками, 33,8% — самозайнятими.
Середній дохід на особу становив $50 864 (медіана $39 993), при цьому для чоловіків — $61 037, а для жінок $40 045 (медіани — $44 704 та $34 330 відповідно).
29,4% мешканців мали закінчену шкільну освіту, не мали закінченої шкільної освіти — 25,7%, 44,9% мали післяшкільну освіту, з яких 19,3% мали диплом бакалавра, або вищий.
| Статево-вікова структура населення | Статево-вікова структура населення | Статево-вікова структура населення | Статево-вікова структура населення | Статево-вікова структура населення |
| ---------------------------------- | ---------------------------------- | ---------------------------------- | ---------------------------------- | ---------------------------------- |
|                                    |                                    |                                    |                                    |                                    |
| Всього                             | Всього                             | 53,2%46,8%                         |                                    |                                    |
| 0 — 14 років                       | 0 — 14 років                       |                                    | 20,5%                              | 20,5%                              |
| 15 — 64 років                      | 15 — 64 років                      |                                    | 62,7%                              | 62,7%                              |
| 65 і більше                        | 65 і більше                        |                                    | 16,8%                              | 16,8%                              |
| 85 і більше                        | 85 і більше                        |                                    | 1,3%                               | 1,3%                               |
| Середній вік (років)               | Середній вік (років)               | 40,440,9                           | 40,6                               | 40,6                               |
| Медіана (років)                    | Медіана (років)                    | 43,343,2                           | 43,3                               | 43,3                               |
| — чоловіки — жінки                 |                                    |                                    |                                    |                                    |

| Походження мешканців:     | Походження мешканців:     | Походження мешканців: | Походження мешканців: | Походження мешканців: |
| ------------------------- | ------------------------- | --------------------- | --------------------- | --------------------- |
| Походження                |                           |                       | осіб                  | %                     |
| Корінні американці        | Корінні американці        |                       | 170                   | 5.79%                 |
| Інше північноамериканське | Інше північноамериканське |                       | 685                   | 23.34%                |
| Європейське               | Європейське               |                       | 2 630                 | 89.61%                |
| британське                | британське                |                       | 1 340                 | 45.66%                |
| французьке                | французьке                |                       | 310                   | 10.56%                |
| українське                | українське                |                       | 1 045                 | 35.6%                 |
| Латинськоамериканське     | Латинськоамериканське     |                       | 20                    | 0.68%                 |
| Африканське               | Африканське               |                       | 10                    | 0.34%                 |
| Азійське                  | Азійське                  |                       | 15                    | 0.51%                 |

| Зайнятість населення за галузями (за класифікацією NOC): | Зайнятість населення за галузями (за класифікацією NOC): | Зайнятість населення за галузями (за класифікацією NOC): | Зайнятість населення за галузями (за класифікацією NOC): | Зайнятість населення за галузями (за класифікацією NOC): |
| -------------------------------------------------------- | -------------------------------------------------------- | -------------------------------------------------------- | -------------------------------------------------------- | -------------------------------------------------------- |
|                                                          |                                                          |                                                          |                                                          |                                                          |
| Управління                                               | Управління                                               |                                                          | 25,3%                                                    | 25,3%                                                    |
| Бізнес, фінанси та адміністрування                       | Бізнес, фінанси та адміністрування                       |                                                          | 8,4%                                                     | 8,4%                                                     |
| Природничі та прикладні науки                            | Природничі та прикладні науки                            |                                                          | 1,9%                                                     | 1,9%                                                     |
| Охорона здоров'я                                         | Охорона здоров'я                                         |                                                          | 6,5%                                                     | 6,5%                                                     |
| Освіта, правозахист, муніципальні та урядові служби      | Освіта, правозахист, муніципальні та урядові служби      |                                                          | 7,6%                                                     | 7,6%                                                     |
| Мистецтво, культура, відпочинок та спорт                 | Мистецтво, культура, відпочинок та спорт                 |                                                          | 1,9%                                                     | 1,9%                                                     |
| Роздрібна торгівля та послуги                            | Роздрібна торгівля та послуги                            |                                                          | 11,1%                                                    | 11,1%                                                    |
| Гуртова торгівля, транспорт та обладнання                | Гуртова торгівля, транспорт та обладнання                |                                                          | 21,5%                                                    | 21,5%                                                    |
| Природні ресурси, сільське господарство                  | Природні ресурси, сільське господарство                  |                                                          | 12%                                                      | 12%                                                      |
| Виробництво                                              | Виробництво                                              |                                                          | 3,8%                                                     | 3,8%                                                     |

## Населені пункти
До складу муніципального району входять містечко Веґревіль, села Іннісфрі, Меннвіль, а також хутори, інші малі населені пункти та розосереджені поселення, наприклад Новий Київ.

## Клімат
Середня річна температура становить 2,1°C, середня максимальна – 21,6°C, а середня мінімальна – -21,8°C. Середня річна кількість опадів – 392 мм.
| Клімат поселення                              | Клімат поселення | Клімат поселення | Клімат поселення | Клімат поселення | Клімат поселення | Клімат поселення | Клімат поселення | Клімат поселення | Клімат поселення | Клімат поселення | Клімат поселення | Клімат поселення | Клімат поселення |
| Показник                                      | Січ.             | Лют.             | Бер.             | Квіт.            | Трав.            | Черв.            | Лип.             | Серп.            | Вер.             | Жовт.            | Лист.            | Груд.            |                  |
| Середній максимум, °C                         | −8,38            | −4,79            | 1,29             | 10,74            | 17,36            | 21,62            | 21,26            | 20,55            | 15,19            | 9,23             | −1,23            | −8,12            |                  |
| Середня температура, °C                       | −15,1            | −11,5            | −5,43            | 4,00             | 10,62            | 14,92            | 16,43            | 15,73            | 10,38            | 4,40             | −6,06            | −12,95           |                  |
| Середній мінімум, °C                          | −21,8            | −18,22           | −12,15           | −2,68            | 3,93             | 8,21             | 11,59            | 10,90            | 5,53             | −0,43            | −10,9            | −17,78           |                  |
| Норма опадів, мм                              | 17               | 11               | 16               | 23               | 39               | 67               | 80               | 57               | 39               | 15               | 14               | 14               |                  |
| Середньомісячна швидкість вітру, м/с          | 3.30             | 3.30             | 3.50             | 3.80             | 3.80             | 3.50             | 3.20             | 3.10             | 3.22             | 3.46             | 3.50             | 3.40             |                  |
| Середньомісячна сонячна радіація, кДж/м²·день | 3521             | 7117             | 12311            | 17340            | 20751            | 22032            | 22231            | 18593            | 12662            | 7530             | 3772             | 2554             |                  |
| --------------------------------------------- | ---------------- | ---------------- | ---------------- | ---------------- | ---------------- | ---------------- | ---------------- | ---------------- | ---------------- | ---------------- | ---------------- | ---------------- | ---------------- |
| Джерело:                                      |                  |                  |                  |                  |                  |                  |                  |                  |                  |                  |                  |                  |                  |